# ハーバート・サイモン

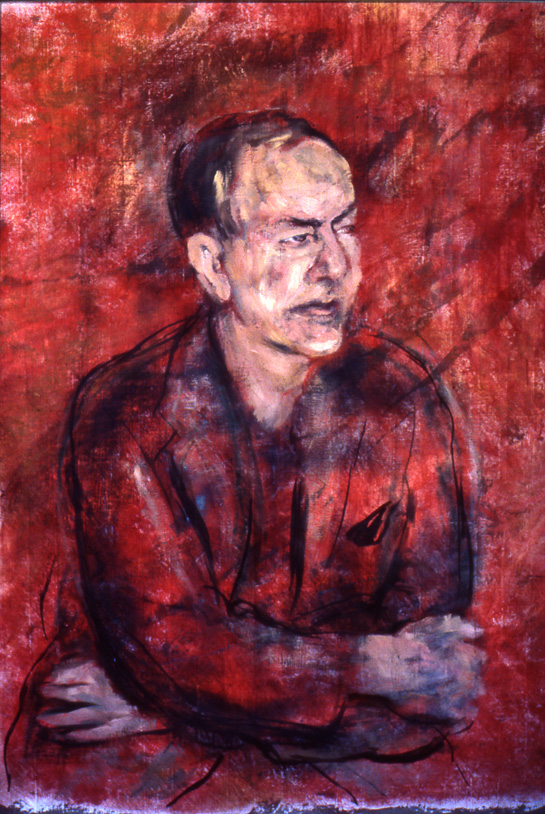
ハーバート・サイモン

ハーバート・アレクサンダー・サイモン（Herbert Alexander Simon、1916年6月15日 - 2001年2月9日）は、アメリカ合衆国の政治学者・認知心理学者・経営学者・情報科学者である。心理学、人工知能、経営学、組織論、言語学、社会学、政治学、経済学、システム科学などに影響を与えた。1975年にチューリング賞を、大組織の経営行動と意思決定に関する生涯にわたる研究で、1978年にノーベル経済学賞を受賞した。2024年にジェフリー・ヒントンがノーベル物理学賞を受賞するまで、ノーベル賞とチューリング賞を両方受賞した唯一の人物であった。

## 略歴
- 1916年　ウィスコンシン州ミルウォーキー生まれ。
- 1936年　シカゴ大学でBAを取る（チャールズ・メリアムやハロルド・ラスウェルの指導を受ける）。
- 1936年～1938年　シカゴ大学の研究助手の職をえる。
- その後、国際都市管理者協会のスタッフと、公営及び自治体年鑑の副編集長となる。
- 1942年　イリノイ工科大学の教員となる。
- 1943年　シカゴ大学よりPh.D.（政治学博士号）を取得（1942年取得と書いた資料もある）。
- 1947年　イリノイ工科大学の政治学教授となる。
- 1947年～1960年　コウルズ委員会に参加する。
- 1949年～1955年　カーネギーメロン大学の行政学と心理学の教授として移る。
- 1955年　カーネギーメロン大学のコンピューター・サイエンスと心理学の教授となる。
- 1961年～1965年　社会科学研究会議の理事長の議長を務める。
- 1968年～1971年　米大統領の科学諮問委員を務める。
- 1969年　アメリカ心理学会の科学特別功労賞を受賞する。
- 1974年　全国科学アカデミーの大気品質管理委員会の議長を務める。
- 1975年　人工知能への貢献からチューリング賞を受ける。
- 1976年　アメリカ経済学会の特別研究員となる。
- 1978年　ノーベル経済学賞を受賞する。
- 1986年　アメリカ国家科学賞を受賞する。
- 2001年　ペンシルヴァニア州ピッツバーグにて死去（84歳）。

## 研究の特徴
- 研究の機軸は組織論の分野であり、組織における人間の限定合理性と意思決定過程の研究を行なっていた。その一方で人工知能のパイオニアでもあり、アレン・ニューウェルと幾つもの意思決定支援システムの構築に携わった。

## 日本語訳著作

### 単著
- 『経営行動』（ダイヤモンド社, 1965年／新版, 1989年）ISBN 4478300283
- 『システムの科学』（ダイヤモンド社, 1969年／新訳版, 1977年／新版, パーソナルメディア, 1987年／第3版, 1999年）ISBN 489362167X
- 『人間行動のモデル』（同文舘出版, 1970年）
- 『意思決定の科学』（産業能率大学出版部, 1979年）
- 『人間の理性と行動』（文真堂, 1984年）
- 『意思決定と合理性』（文真堂, 1987年）
- 『学者人生のモデル』（岩波書店, 1998年）ISBN 4000028243

### 共著
- （O・ティード）『コンピューターと経営』（日本生産性本部, 1964年）
- （J・G・マーチ）『オーガニゼーションズ』（ダイヤモンド社, 1977年）
- （D・W・スミスバーグ、V・A・トンプソン）『組織と管理の基礎理論』（ダイヤモンド社, 1977年）
- （クラレンス・E・リドレー）『行政評価の基準――自治体活動の測定』（北樹出版, 1999年）

### 補足
2012年3月の日本経済新聞「やさしい経済学」において、「シリーズ　危機・先人に学ぶ」の一人として取り上げられた。記事によれば、少年時代のサイモンの座右の銘は「戦って逃げる者は生きて再び戦える」というフレーズだという。